# Hugo Nordgren
Hugo Nordgren, född 11 december 1878 i Sköns socken, död 11 september 1950 i Sundsvall, var en svensk affärsman.
Hugo Nordgren var son till sågverksarbetaren Adolf Nordgren och bror till Ali Nordgren. Han började sin utbildning till affärsman vid en teknisk aftonskola och en handelsskola i Sundsvall, varefter han studerade vid Pitman's School i London och vid Rackows Handelsakademie i Hamburg. Sedan han 1893–1909 varit anställd hos olika trävarufirmor, blev han sistnämnda år delägare i trävarufirman Nordgren & Svensson i Sundsvall. I denna firma stannade Nordgren till 1931, då firman upplöstes och han i Sundsvall grundade trävaru- och assuransfirman Hugo Nordgren. Nordgren var 1931–1944 dansk och isländsk och från 1944 dansk konsul i Sundsvall, och var bland annat ledamot av drätselkammaren i Sundsvall 1915–1931 (varav 1929–1931 som ordförande), ledamot av stadsfullmäktige 1923–1943 (varav 1935–1942 som ordförande) och landstingsledamot 1931–1934 och 1937–1942. Han hade även privata förtroendeuppdrag, bland annat som styrelseordförande i Ankarsviks ångsågs AB från 1929, styrelseordförande i Böle skogsaktiebolag, Hofvids trävaruaktiebolag och Alviks träförädlingsaktiebolag, samt ledamot av styrelsen för Sundsvalls enskilda bank från 1929.